# Sobór Zwiastowania w Kazaniu
Sobór Zwiastowania – prawosławny sobór w Kazaniu. Najstarsza cerkiew prawosławna w mieście, wzniesiona po zdobyciu Kazania przez Iwana IV Groźnego, w latach 1562–1918 katedra eparchii kazańskiej.

## Historia
Świątynia została wzniesiona w latach 1555–1562, natychmiast po erygowaniu samodzielnej eparchii kazańskiej w mieście zdobytym przez Iwana Groźnego w 1552 (upadek Chanatu Kazańskiego). Budowę nadzorował pierwszy ordynariusz eparchii kazańskiej, arcybiskup Guriasz, natomiast wznosili sobór mistrzowie pskowscy Iwan Szyriaj oraz Iwan Postnik. Poświęcenie gotowej cerkwi, wzorowanej na moskiewskim soborze Zaśnięcia Matki Bożej, miało miejsce w święto patronalne w 1562.
Sobór jest świątynią typu krzyżowo-kopułowego. Pierwotnie była to budowla pięciokopułowa, z trzema absydami, wsparta na sześciu kolumnach. Początkowo cerkiew posiadała tylko jeden ołtarz poświęcony Zwiastowaniu, w końcu XVI stulecia dostawiono dwa boczne – Świętych Borysa i Gleba oraz Świętych Piotra i Febronii. Na przełomie XVI i XVII w. sobór został z zewnątrz ozdobiony freskami (przetrwały w szczątkowej postaci w zachodniej części obiektu). Wcześniej, w 1596, po raz pierwszy sobór został uszkodzony w czasie pożaru. Do końca XVIII w. płonął jeszcze pięciokrotnie.
W latach 30. XVIII stulecia do budynku dostawiono obszerny ceglany przedsionek, zaś dotychczasowe kopuły w formie hełmów zastąpiono kopułami cebulastymi. Centralna kopuła została przebudowana w formę typową dla baroku ukraińskiego. W latach 80. XVIII w. sobór i dom biskupi zostały połączone drewnianą galerią. Poważne zniszczenia wywołał w obiekcie pożar Kazania w 1815, po którym sobór przez dwa lata stał pusty. Odbudowę świątyni rozpoczęto w czasie sprawowania urzędu arcybiskupa kazańskiego przez Ambrożego. Moskiewski mistrz Bykowski wykonał wówczas ikonostas dla świątyni, a nauczyciel szkoły ludowej w Kazaniu Wasilij Turin napisał nowe ikony. Odnowiona budowla została poświęcona 19 czerwca 1821.
W 1836 sobór w Kazaniu odwiedził car Mikołaj I, który nakazał następnie powiększyć świątynię, a cztery lata później sam zatwierdził projekt jej przebudowy opracowany przez F. Pietondiego. Architekt ten osobiście nadzorował prace nad rozbudową soboru w kierunkach zachodnim, północnym i południowym. Teren dawnych ołtarzy bocznych znalazł się tym samym w obrębie nawy głównej, rozebrany  został przedsionek. Nowe ołtarze boczne, pod wezwaniem Świętych Borysa i Gleba oraz Narodzenia Pańskiego, wyraźnie oddzielono od nawy ścianami, do każdego prowadziło osobne wejście. W 1855 do soboru wstawiono nowy ikonostas z ikonami autorstwa Timofieja Gagajewa. Piętnaście lat później w obiekcie powstał kompleks nowych fresków autorstwa N. Sofonowa. Składa się on z dwóch cyklów wyobrażeń: pierwszy,  przedstawia sceny związane z prawosławiem w Kazaniu, drugi – świętych patronów cerkwi w mieście. W latach 1906–1909 w czasie kapitalnego remontu odnowiono opisywaną dekorację malarską, a ołtarz Narodzenia Pańskiego poświęcono ponownie, zmieniając patrona na św. Guriasza Kazańskiego. Pod dzwonnicą cerkiewną rozmieszczono ołtarz św. Germana Kazańskiego.
W soborze odbywały się niemal wszystkie ceremonie chirotonii kapłańskich duchownych kierowanych do pracy w eparchii kazańskiej, a okazjonalnie także chirotonie biskupie. W świątyni odbywały się również pogrzeby biskupów zmarłych w trakcie sprawowania urzędu. W soborze zostali pochowani biskupi : Wassian (zm. 1575), Tichon (zm. 1576), Mateusz (zm. 1646), Szymon (zm. 1649), Korneliusz I (zm. 1656), Laurenty II (zm. 1672), Joazaf (zm. 1686), Marceli (zm. 1698), Tichon (zm. 1724), Paweł (zm. 1815), Jonasz (zm. 1828), Atanazy (zm. 1868), Antoni (zm. 1879), Paweł (zm. 1892), Włodzimierz (zm. 1897), Dymitr (zm. 1908), Nikanor (zm. 1910). Część nagrobków uległa zniszczeniu w okresie radzieckim.
Sobór został uszkodzony w czasie walk o Kazań w czasie wojny domowej w Rosji. Wszystkie jego kopuły na skutek uderzeń pocisków zawaliły się i zostały odbudowane dopiero w latach 80. XX wieku. W okresie radzieckim sobór nie spełniał swoich funkcji. We wrześniu 1918, krótko po ostatecznym opanowaniu Kazania, władze radzieckie nadały całemu Kremlowi kazańskiemu status terenu wojskowego i zmusiły wszystkie organizacje religijne do opuszczenia go. Bogate wyposażenie soboru zostało w znacznej części rozgrabione, chociaż władze zgodziły się na wyniesienie z niego przez wiernych najcenniejszych ikon i utensyliów, jak również raki z relikwiami św. Guriasza Kazańskiego. Między majem 1920 a wrześniem 1925 swoją parafię w soborze prowadziła Żywa Cerkiew. W 1925 świątynię przekazano muzeum, a następnie archiwum państwowemu Tatarstańskiej Autonomicznej SRR. Archiwum zajmowało budynek soboru do 1997. Od 1995 budowla znajdowała się na terenie nowo utworzonego muzeum-rezerwatu „Kreml kazański”. W kolejnych latach sobór był odnawiany i restaurowany. W 2005 został ponownie wyświęcony.

## Galeria

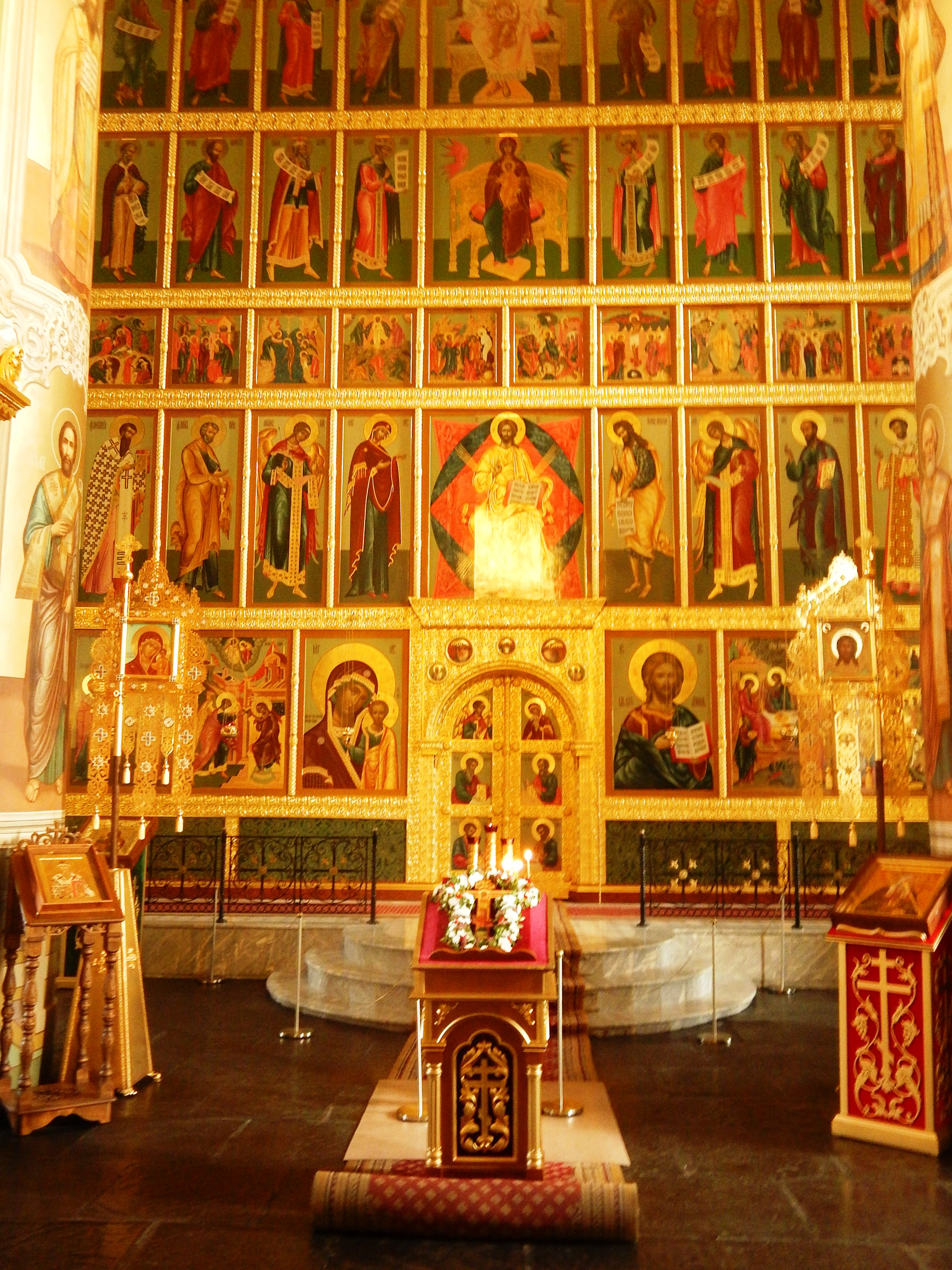
Ikonostas
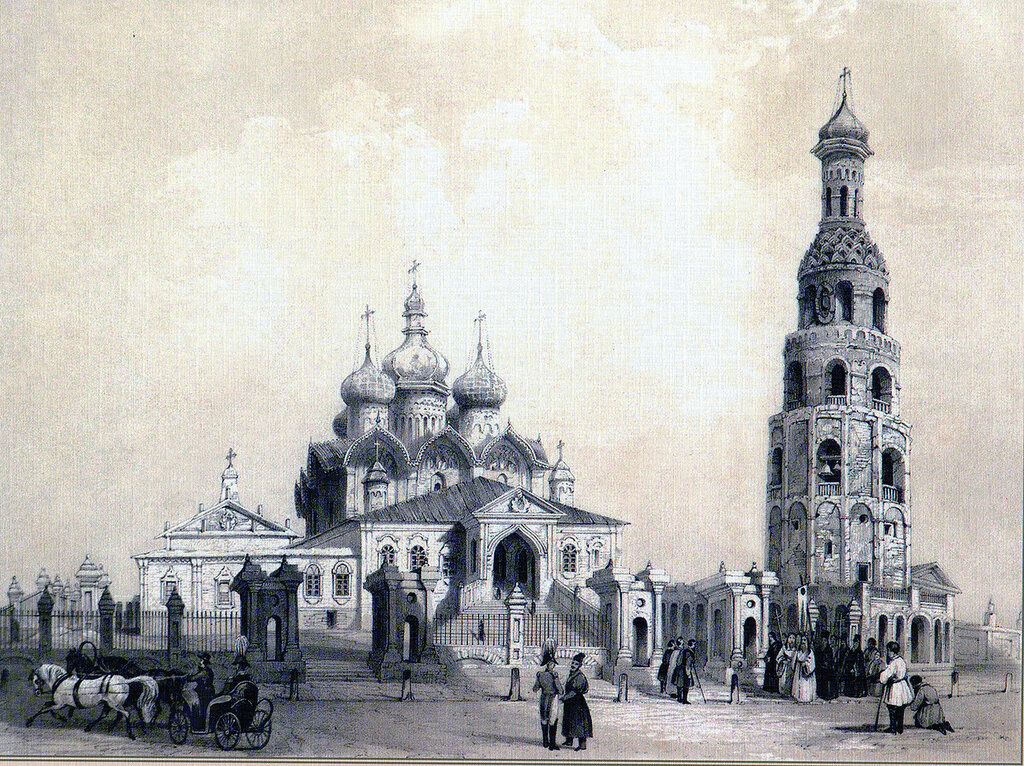
Sobór w 1837, litografia Edwarda Turnerelli
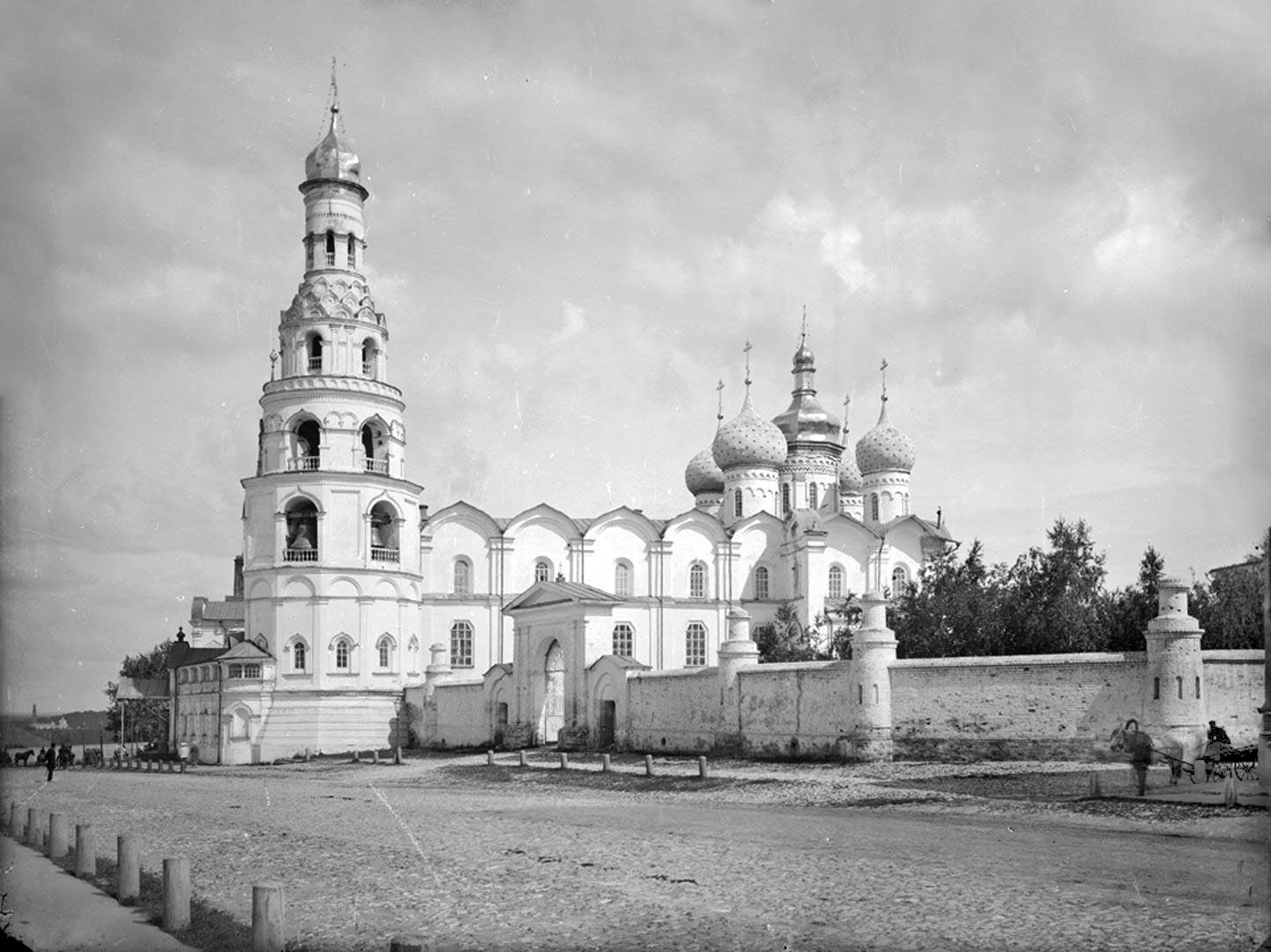
Sobór w początkach XX w.